# 雷神之锤 (游戏)
《雷神之锤》（英語：Quake）是一款id Software制作的第一人称射击游戏，于1996年6月22日发布，是雷神之锤系列的第一款游戏。
雷神之锤推广了3D游戏中的一些主要进展:其中的玩家形象和怪物都是三维模型而不是以往的二维子图形；游戏中的世界也是作为真正的三维空间被创造，而不是将拥有高度信息的二维地图渲染成3D图像。同时，它也组合了lightmap和动态光源（dynamic light sources），而不使用过去游戏中的顶点静态光照（sector-based static lighting）。雷神之锤首先采用了流动控制方案（fluid control scheme ），它使用鼠标来观看/瞄准/定向("鼠标视角，mouselook")以及用键盘前进/后退/侧移。人们普遍认为这个游戏带来了独立3D显卡的革命，"GLQuake"是当时真正示范了3DFX公司"Voodoo"芯片组能力的第一个应用。直到今天我们仍然能感觉到雷神之锤引擎带来的冲击。
雷神之锤引擎的工作大多是由約翰·卡馬克完成的。Michael Abrash是一名程序性能的优化专家，他的加入是为了帮助实现关注性能的软件渲染引擎。Nine Inch Nails的Trent Reznor制作了游戏的背景音乐。在游戏中，nailgun 的弹药箱有Nine Inch Nails标志。
雷神之锤和它的两个续作（一般并不认为是真正的续集）《雷神之锤II》和《雷神之锤III》，卖出了超过4百万个拷贝。

## 故事背景
玩家是一名士兵，被政府派往传送门去阻止名为"Quake"的敌人。这个入口使用政府的新技术传送各种可怕的魔鬼，传送门可以即时传送各种物品。一旦通过这扇传送门，你就必须同成群的魔鬼作战并阻止它们。
雷神之锤中的无名英雄在雷神之锤III竞技场中再一次出现，此次是作为可选的角色之一，名为"Ranger"。

## 武器
斧頭:最基本的武器，適用於節省彈藥時使用
單管霰彈槍:最基本的武器，四個關卡一開始只有單管霰彈槍跟斧頭可以使用
雙管霰彈槍:單管霰彈槍的進階版，殺傷力較強但是射速較慢，值得注意的是雷神之錘的霰彈槍不像毀滅戰士的霰彈槍在開火之後會有填彈動作
雙管釘槍:發射鋼釘的槍枝，射速快於霰彈槍，適用於對付遊戲之中對於火箭發射器跟榴彈發射器耐受力較強的怪物
超級釘槍:比雙管釘槍更具備有制止力，具備四支槍管，但是耗用鋼釘的速度也相當快
榴彈發射器:可以投擲榴彈攻擊敵人，特色是這是一支曲射武器，如果榴彈擊中敵人會立即爆炸，如果沒有則會延後爆炸，這個特性使它特別適合居高臨下攻擊下方移動中的敵人
火箭發射器:跟榴彈發射器共用彈藥，但是火箭發射器是直射武器，發射出去的彈藥不論距離或是速度都快於榴彈發射器許多且接觸到牆面或是敵人立即引爆，不適合近戰使用
雷神炮:會發射出高壓電可以快速擊殺較為壯碩的怪物，但是在水中使用則會漏電導致玩家死亡

## 敵人
警犬:通常只出現在四大關卡的第一關，速度快的敵人，但是不算難對付
瘋戰士:使用單管霰彈槍的敵人，擊斃之後會留下背包可取得彈藥
鐵戰士:比瘋戰士強壯一些，武器射速頗快，但是會有明顯的光跡可以迴避
忍者:持長刀的敵人，會不斷砍殺玩家
蛹魔:如同蟲蛹一般的怪物，會射出有毒物質攻擊玩家
生化人:如同殭屍一般的敵人，需要使用爆炸性武器將其炸碎才能停止牠不斷復活
賁魔:速度極快且強壯的怪獸，會突然跳躍來縮短牠跟玩家間的距離，殺傷力強且耐打
地獄武士:身著鎧甲持有長刀的敵人，會用長刀攻擊玩家或是散射出像光線一樣的物質傷害玩家
血魔:極為耐打且可以用爪子或是電擊攻擊玩家，對爆炸性武器的耐受力強
蛛魔:如同蜘蛛一般的怪獸，會發射具有追蹤能力的物質追擊玩家
戰魚:僅存在於水內，會不斷咬食玩家

## 联网对战
雷神之锤包含了多人模式，因此可以在局域网或者Internet上同其他人对战。联网对战采用客户端/服务器模式，游戏实际运行在服务器上，所有的玩家登陆来参与游戏。由于客户端到服务器的路由各不相同，不同的客户端有不同的ping值。你的延迟越小（ping值），你的游戏动作就越流畅，也越容易精确的瞄准目标及得分。在服务器上游戏的玩家拥有天生的优势而达到零lag。

## 可变的游戏MOD
游戏本身可以在很大程度上被修改也促进了游戏的流行。最初的MOD只是社区发放的游戏修正和补丁，一般是武器的加强和引入新的敌人。但后来模式开始变得更具有野心，雷神之锤的fans们开始制作同id版本所不同的游戏。
第一个主要的雷神之锤MOD是Threewave （页面存档备份，存于）的夺旗模式，主要作者是Dave 'Zoid' Kirsch。Threewave CTF 是由几个部分组成:一些新的地图、一件新武器（抓钩），新的材质贴图以及新的游戏规则。典型的方式是有两队（红队和蓝队）在CTF游戏中比赛，但在一些新地图中可以容纳4队（红、蓝、绿、黄）。夺旗模式在雷神之锤之后发行的绝大多数多人游戏中成为了标准游戏模式。
雷神世界中流行的「TeamFortress」模式就是由夺旗模式组成，但是增加了一个玩家的装备级别系统。玩家要选择一个装备级别，用以创建各种针对此玩家的武器和装甲可用限制，同时玩家也被赋予各种特殊能力。例如，战士（Soldier）级别拥有中等的装甲中等的速度以及种类丰富的武器和手榴弹，侦察（Scout）级别则只能拥有轻量级的装甲，速度很快并拥有一个能探测附近敌人的仪器，但是可选的攻击武器很弱。

## 使用本作引擎的游戏

### 未修改引擎
官方或者商业任务包以及附件 (including stand-alone titles).
- Final Mission: Abyss of Pandemonium
- AfterShock for Quake
- Dark Hour
- Eternal War
- Malice
- Q!Zone for Quake
- Quake
- QuakeWorld
- Quake Mission Pack 1: Scourge Of Armagon (not armageddon)
- Quake Mission Pack 2: Dissolution Of Eternity
- Shrak
- X-Men: The Ravages Of Apocalypse
- Laser Arena

### 已修改引擎
- HeXen II
- HeXen II Mission Pack: Portal of Praevus
- MageSlayer
- Nexuiz
- Take No Prisoners
- 半条命（主要包含的是雷神世界的源代码，但是也包括了一部分雷神之锤II的代码）
- 半条命：对立力量（半条命引擎）
- 半条命：蓝色偏移（半条命引擎）
- 胜利日（半条命引擎）
- Team Fortress Classic（半条命引擎）
- 反恐精英（半条命引擎）

## 更换引擎
1999年雷神之锤和雷神世界的源代码在GPL下发布，从此替换游戏引擎成为可能。
- DarkPlaces (雷神之锤)
- eQuake (雷神世界 - FuhQuake的发布版)
- ezQuake (雷神世界)
- FuhQuake  （页面存档备份，存于） (雷神世界)
- GQ (雷神之锤)
- MQWCL (雷神世界)
- ProQuake (雷神之锤)
- QuakeForge (雷神世界)
- Telejano (雷神之锤)
- Tenebrae (雷神之锤)
- TomazQuake (雷神之锤)
- ZQuake (雷神世界)

- MVDSV (MultiView Demo Server) (雷神世界的专用服务器)

## 社群文化
流行的北美LAN Party Quakecon 在此游戏群中植根颇深。游戏大会的启动使得雷神之锤fans们可以每年聚会并且在局域网上较量，在这里没有网络延迟和丢包的障碍。